# 人工林

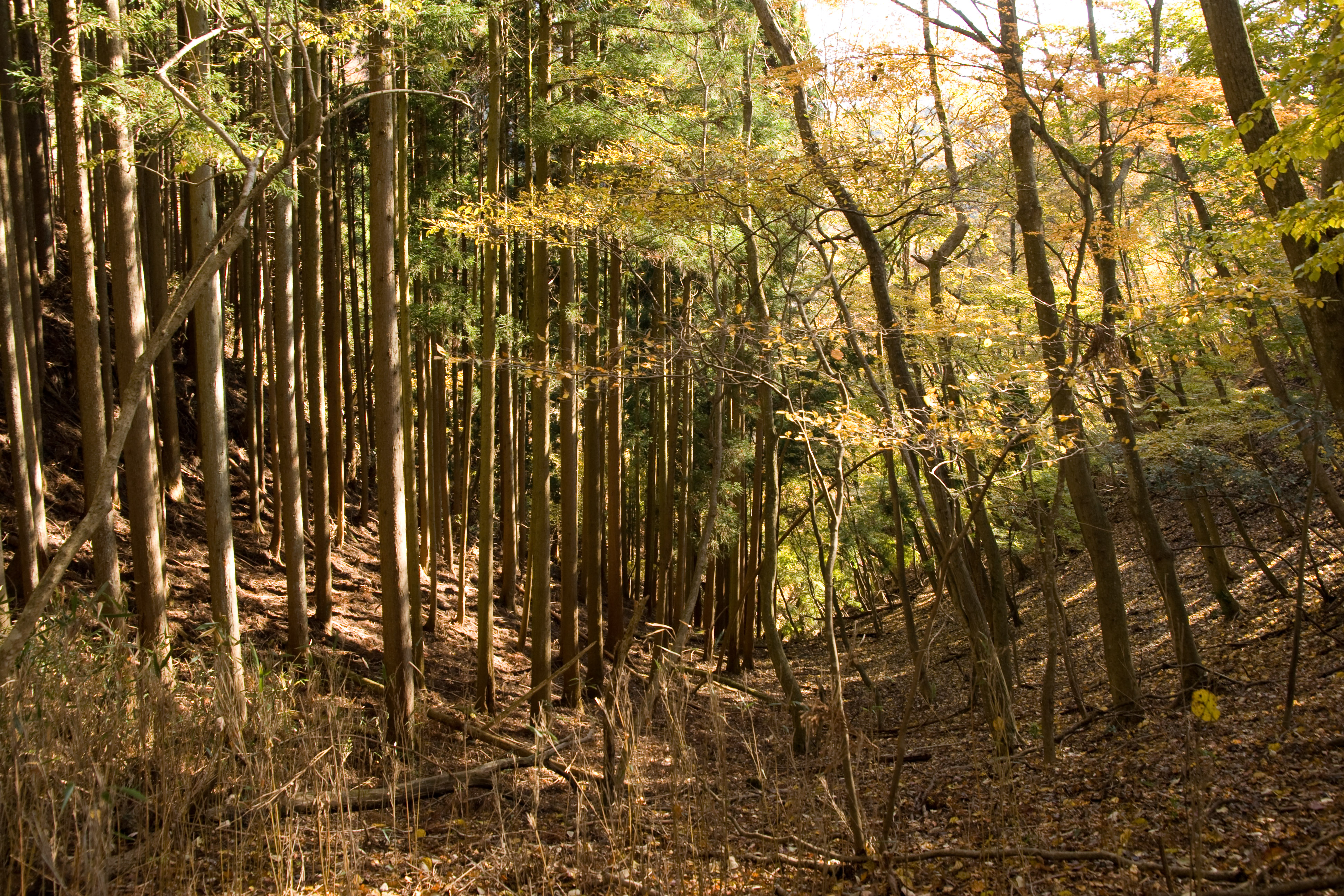
人工林（左）と天然林（右）の境界
（丹沢山地西部・2012年11月）

人工林（じんこうりん）は、植林や播種で成立した樹木が優先してみられる森林。人の手により苗木の植栽、播種、挿し木等が行われ、樹木の世代交代（造林）が達成されている林をいう。育成林ともいう。人間が樹木の生殖に関わることにより、品種・品質が整えられ、工業・建築材料としての木材供給（林業）に適した樹木群となる。

## 概要
一般に人工林とは、人為的に樹木を植栽して、森林のようにしたもので、その主たる目的は木材の生産である。
国際連合食糧農業機関（FAO）が作成・公表する世界森林資源評価（Global Forest Resources Assessment：FRA）では、天然更新による樹木の構成が優先している森林を天然林（Naturally regenerating forest）、植林や播種で成立した樹木が優先している森林を人工林（Planted forest）としている。世界森林資源評価では人工林をさらにPlantation forest（プランテーション）とOther planted forest（その他人工林）に区分している。
人工林の対義語は天然林であるが、「天然林」「天然生林」「原生林」等の用語は議論や立場によって意味合いが一致しないことがある。
- 人工林 … 生殖：人工、育成：人工（放置）
- 天然林 … 生殖：自然播種、育成：人工（放置）・自然
- 原生林 … 生殖：自然播種、育成：自然

原生林のうち植生が古いものを原始林と言う。
なお未整備のまま残され、間伐などをせずに細長い木が過密に生えている状態のことを「もやし林」や「線香林」ということもある。
材木生産以外の目的の人工林としては、防風林や防砂林、防潮林などが挙げられる。

## 人工林の植栽

### 樹種の構成
従来の人工林は、一定面積の地表を樹木のない状態にして、そこへ一斉に同一年齢の同一樹種を植栽するものである。これによって同一年齢の木材を生産することができ、効率的である。これを単層林施業という。ただし、皆伐により山や川が荒れることや、単一年齢の木が並んで、それが一斉に強風で倒れる被害が出たことなど批判も多く、これを解決するべく異なる年齢の木や複数の樹種で構成する複層林施業や広葉樹を利用することなど、新しい方法が模索されている。

### 植栽密度
苗木の植栽は、一般的には1ヘクタール当たり2 - 3千本程度の密度で植えられる。3千本を標準として、これより多い場合を密植、少ない場合を疎植という。
密植は、伐採後早い時期に生育させる樹種で土地を覆い、表土の浸食や乾燥を防ぎ地力減退を軽減すること、風害の影響を緩和させること、形質優良木を選抜しやすくすることなどを目的に行われる。手入れが遅れると風害や冠雪害を受けやすく、病虫害に弱い林になる危険性がある。生育過程で間伐、除伐などの手入れを行い、最終的に成木する本数は数百本程度である。

## 人工林の管理

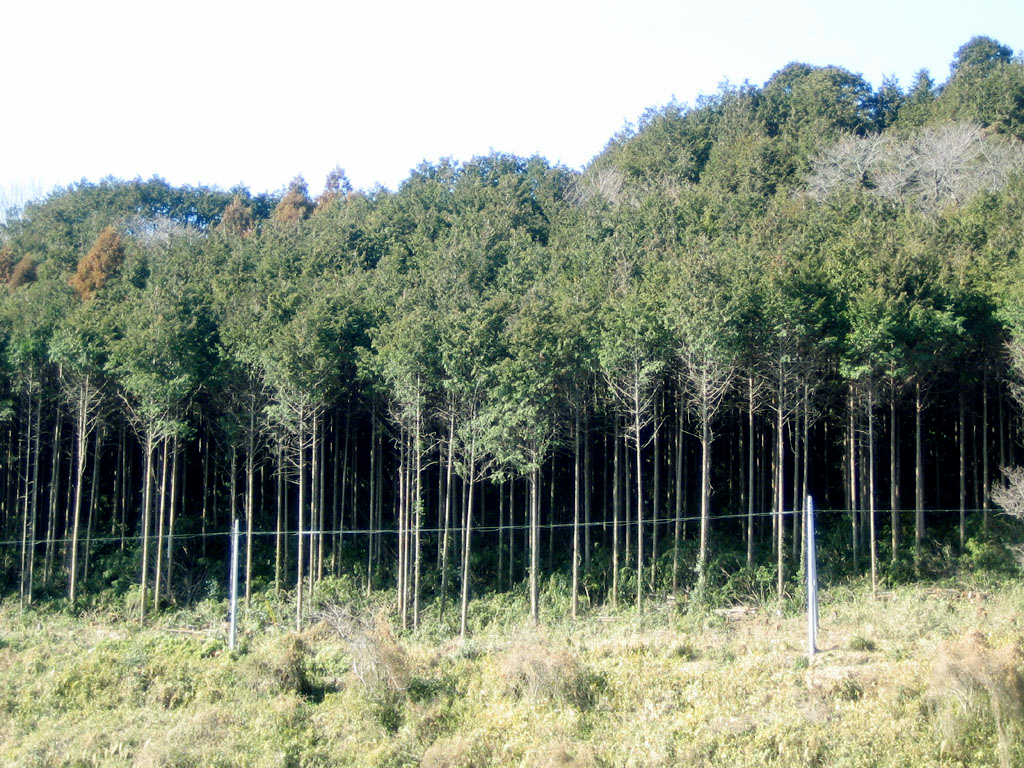
枝打ちされた杉

生育の過程では、時期に応じて幼齢期には除草、下草刈り、つる切り、間伐、枝打ち、除伐といった手入れが必要となる。
北米では植栽後に、雑草を除草剤を散布して除草するという方法が行われている。下草刈りは植栽した苗木の周りの草本を苗木が埋没しないように刈り払う作業、つる切りは葛や藤が巻き付いて生育を阻害しないように、まとわりついたつるを切り落とす作業、間伐は森林内の照度を調整するために木を切り密度を調整する作業、枝打ちは下枝を切り落とし節を作らないようにする作業、除伐は形の悪い木を間引く作業の事である。特に枝打ちは輪生枝のあるマツ属のラジアータパインでは重要である。
日本ではつる切り、間伐、枝打ち、除伐は生育するまでに5 - 10年周期で数度行う必要がある。
日本では手入れを怠った場合には、他の草本類や木本類に圧倒されて生育ができない、下層植生（林床に生える下草のこと）が発達しないために土砂の流出が起こる、年輪がマチマチで節だらけの商品価値の無い立木になるなどの問題が発生する。

## 各国の人工林
「世界森林資源評価（FRA2020）」によると、世界における人工林面積は2億9400万haで森林全体の7%となっており、人工林の割合はアジアで最大（22%）、アフリカ及び南米で最小だった（2%）。

### 日本
日本の人工林では、主に住宅建設で用いられるスギ、ヒノキなどが植栽される。効率上の理由などから、同じ樹齢の同じ種類の樹木が整然と列をなしている森林づくり、いわゆる単層林施業が多いが、林相の多様化などを狙い、間伐した間に樹下植栽をする複層林施業も行われている。

#### 歴史
日本での造林の歴史は古く、神社仏閣の造成のための資材確保等の資料にその遍歴が見て取れる。また戦国時代から江戸時代にかけても、城や城下町等を造成する必要もあって、森林の人工林化（植林）が奨励されている。
1952年（昭和32年）の年次経済報告（経済企画庁）では、戦後、日本の木材の需要量が国内の森林の成長量を上回っている現状を指摘した上で、成長量の少ない天然林（年間成長量約2%）を成長量の多い人工林（年間成長量6.4%）へ林種転換して拡大する必要性を説いており、国民経済の要請を「質よりもむしろ量の増大を期待している。」とまとめる時代があった。
さらに1950年代 - 1960年代には、空前の住宅建設ラッシュが発生し国内の木材需要が逼迫。「木材が高いから住宅が建てられない」「売り惜しみだ」という非難が当時の林業界に集中し、新聞記事でも大々的に取り上げられている。
1970年、1971年と不況のため一時的に材価が低迷したが、1972年にはスギ、ヒノキの高級材が半年間で2倍以上に高騰。朝日新聞は社説で、木材が卸売物価指数を押し上げる元凶として指摘した上で、需給の見通しを誤った政府と林野庁を非難した。
この後、全国の人工林の伐採地を再造林することに加え、化石燃料の普及により衰退しつつあった薪炭林（天然林）の伐採跡などにもスギやヒノキ、カラマツを植栽する「拡大造林」が農林水産省等により奨励された。
1970年代後半 - 80年代にかけて外材の輸入制限が緩和され、海外からの輸入量が急増すると一転して木材価格は暴落。日本の山には、採算の取れない人工林の多くが取り残されることとなった。

#### 統計
日本の森林面積は約2510万haでその約4割にあたる約1,000万haが人工林である。
日本の地方別に見たデータは以下のようになっている。森林の地方別構造（1995年 林野庁編『林業統計要覧』）
|        | 森林面積 | 林野率 | 人工林率 | 国有林率 |
| ------ | -------- | ------ | -------- | -------- |
| 北海道 | 555万ha  | 66%    | 27%      | 57%      |
| 東北   | 471万ha  | 74%    | 41%      | 43%      |
| 関東   | 145万ha  | 45%    | 46%      | 30%      |
| 中部   | 512万ha  | 75%    | 41%      | 22%      |
| 近畿   | 183万ha  | 67%    | 48%      | 5%       |
| 中国   | 232万ha  | 73%    | 40%      | 7%       |
| 四国   | 139万ha  | 74%    | 62%      | 14%      |
| 九州   | 278万ha  | 66%    | 55%      | 20%      |
| 日本   | 2515万ha | 66%    | 41%      | 31%      |

- 林野率＝森林面積÷総面積
- 人工林率＝人工林面積÷森林面積
- 国有林率＝国有林面積÷森林面積

### 中国
中国は世界で4番目に広い国土面積を有しているが、内陸部には砂漠や高地が多いため、国土面積に対する森林面積の割合はさほど高くはない。分布も東北部や西南部に集中している。

#### 歴史
中国の森林には国有林と集団所有の集体林の2種類があり、個人所有は認められていない。
2001年に国家林業局は「国民経済と社会発展に関する5カ年計画」を発表している。

#### 統計
2010年の中国の森林面積は2億686万haで世界第5位、人工林の面積は7,716万haで世界第1位となっていた（国連食糧農業機関「世界森林資源評価2010」）。2020年までの「世界森林資源評価2020」によると中国では2010年から2020年まで年平均で114万haの人工林が増加し、人工林の面積は8,470万ha、人工林率38.5%となり世界第1位だった。

### ブラジル
ブラジルでは、長らくアマゾン川流域の原生林を中心に収奪的に伐採、開発が行われたことから、緑化目的以外の人工林は目立たないものであった。一方で、初期成長が早いユーカリが6年-7年で収穫でき、製紙原料のパルプ材として有望であることが注目されると次第に植林面積が増加。2000年代にはユーカリの植林面積が100万haを越える規模となった。
2020年までの「世界森林資源評価2020」によるとブラジルの人工林の面積は1,120万haで第7位、人工林率2.3%だった。

## 人工林の問題
世界の人工林は以下のような問題を抱えており、日本の農林水産省等が奨励した人工林も多くの問題を抱えている。
緑の砂漠
「緑の砂漠」とは、樹木はあるものの、下層植生が乏しい状態である。人工林は過密に植えたものを適宜間引いていくことで、良質の木材を得るという手順をたどる。まず樹木が幼いうちは下草を刈るなどして、太陽光や養分をめぐる下層植生との競争を人為的に避ける方針がとられる。下層植生は刈り取られてしまい、樹木は過密な状態のまま成長する。やがて樹木が大きくなり下層植生に対して優位に立つと、今度は樹木間で間引きを行わなければならないのであるが、これを怠ったまま放置しておくと密に広がった樹冠によって太陽光が遮られ、下層植生は枯れ果てて土がむき出しになった状態になってしまう（一応、時間が経てば再生はする）。因みに木材として育てる為には枝打ちをして余分な枝は切り落とさねばならず、枝打ち作業を行う為にも地面が露出していた方が便利という理由でも下草刈りが行われる。このため土がむき出しの状態になる期間が人為的に増えてしまっている。これが緑の砂漠と呼ばれる状態で、遠目には緑に覆われているものの、実態は生物多様性という面で非常に乏しい森林となってしまっている。また、下層植生がないことで雨滴による土壌侵食を受けやすく、土砂災害や水源地の保水力低下や水質悪化の原因となってしまうことがある。
なお、天然林の場合は種子が芽生えた時から激しい競争に晒され、樹木が幼いうちから密度が急激に減る。陽光が地表近くまで届くため下層植生もよく育ち、この問題は起こりにくい。
生態系の破壊
単一の樹種で構成されることが多く、天然林に比べると多様性という面では乏しいものがある。下層植生があるうちはまだ良いものの、前述の「緑の砂漠」状態になってしまうと単純化が一気に進んでしまう。木の実や草、小動物といった餌が不足した野生動物が、人里に下りてきてしまう一因とも言われている。
健康被害
手入れのなされていない人工林から発生する大量の花粉が花粉症の原因として問題になることがある。
これらの原因はいずれも手入れ不足だが、そうなる原因として日本では以下のようなことが挙げられている。
- 民有林では地籍調査が進んでいないことから、所有者間の境界が不明瞭であり、森林所有者の管理意識が低下しがちである。
- 木材価格の暴落により売っても利益が出るどころか、手間賃を差し引くと赤字である[注 1]。
- 地形が急峻で機械化が容易ではないし、機械を入れるお金もない。
- 林家の高齢化と後継者問題。

天然更新にかかわる問題
近年の人工林は天然更新と称して皆伐後に広葉樹林とすることを狙い、植林をせず放置されることが多くなってきている。これは近隣に広葉樹林があり、条件のよい場所でとられる方法で、人工林にかかわる諸問題を解決する手段ともなっているが、豪雪地帯や風害地など条件の悪い場所ではササ類などが繁茂し森林が順調に回復しないケースもみられる。
2006年時点で、日本の人工林の8割が未整備状態であるとされており、公益的機能の低下に伴う土砂災害や森林の荒廃の危険性は年々高まってきている。廃村や限界集落周辺の森林、大規模河川や都市を流れる河川の上流に位置する森林などは、整備の重要性が特に高いとされている。

## 人工林の将来
かつて日本の国産材を圧倒した南洋材（東南アジアなど）は、資源の枯渇と自然保護による伐採の禁止などの動きにより輸入用が激減している。
南洋材を補うように輸入量が増加した北米材（カナダ、アメリカ）も同様に規制が厳しく、供給は減少傾向にある、また、北洋材（ロシア・シベリア地方）に関しては長年収奪的な伐採を続けたことによる資源量の減少が著しい。このような状況から、2009年には日本の木材自給率は2008年の24.0％から27.8％と漸増したものの、国産材の供給力は未だ回復しておらず、1985年の35.6%と比較して木材自給率は低水準にとどまっている。
世界的に利用可能な森林資源が減少傾向にある中、経済発展が目覚ましい中国の木材輸入は急増傾向にあり、木材需給が逼迫し始めている。このため国産材の競争力は回復しつつあり、人工林の伐採による国産材の供給増加が急がれている。